# Mshewe
Mshewe ist ein Verwaltungsbezirk (Ward) des Distrikts Mbeya in der gleichnamigen tansanischen Region Mbeya.

## Geografie
Mshewe liegt im Südwesten von Tansania, südwestlich der Mbeya-Range, rund 20 Kilometer von der Regionshauptstadt Mbeya entfernt. Der Bezirk hat eine Fläche von 246,2 Quadratkilometern und bei der Volkszählung 2022 lebten hier 8305 Menschen in 2284 Haushalten.

## Gliederung
Der Bezirk besteht aus fünf Gemeinden (Mtaa) mit 40 Orten (Kitongoji):
| Mshewe - Mshewaje - Mpalule - Ijombe - Ijombe - Ihanga mpakani - Chang'ombe - Maula - Itotowe - Mshewe Kati - Chapaulenje | Ilota - Ilota - Mpona A - Mpona B - Maporomoko | Muvwa - Tononoka - Kafupa - Mwembesongwa - Chang'ombe - Ijombe - Lutengano - Mtakuja - Kagera - Ivomo - Forest - Mwembeni | Njelenje - Mpinza - Ilolo - Kizota - Mpunguruma - Njela - Iwola - Ileya - Ujombe | Mapogoro - Mbuyuni - Majengo - Mkonge - Soweto - Nandala - Ibojo - Forest |

## Wirtschaft und Infrastruktur
- Landwirtschaft: In einer Höhe von rund 1600 Metern bauen 100 Kleinbauern Kaffee an.[6]
- Bildung: Die Mshewe Secondary School ist eine 2006 eröffnete staatliche Tagesschule, die Jugendliche bis zur 4. Stufe ausbildet.[7]
- Gesundheit: Im Bezirk befinden sich drei Apotheken, je eine in Mshewe,[8] Muvwa[9] und Njelenje.[10]